# Europese weg 115
De Europese Weg 115 of E115 is een Europese weg die loopt van Jaroslavl in Rusland naar Novorossiejsk in Rusland.

## Algemeen
De Europese weg 115 is een Klasse A Noord-Zuid-referentieweg en verbindt het Russische Jaroslavl met het Russische Novorossiejsk en komt hiermee op een afstand van ongeveer 1730 kilometer. De route is door de UNECE als volgt vastgelegd: Jaroslavl - Moskou - Voronezj - Rostov aan de Don - Krasnodar - Novorossiejsk.